# جاستن شتاين
جاستن شتاين (بالإنجليزية: Justin Stein)‏ هو لاعب كرة قاعدة أمريكي، ولد في 9 أغسطس 1911 في سانت لويس في الولايات المتحدة، وتوفي في 1 مايو 1992 في كريف كوير في الولايات المتحدة.

## وصلات خارجية
- جاستن شتاين على موقعبيزبول رفرنس.كوم (الدوري الرئيسي) (الإنجليزية)
- جاستن شتاين على موقعبيزبول رفرنس.كوم (الدوري الثانوي) (الإنجليزية)